# ディーステージ
D-STAGE（ディーステージ）は有限会社デジタルステージが運営する同人ショップ。2014年11月まで秋葉原に店舗を開いていた。秋葉原店閉店後は、オンラインショップとして活動していたが、2018年6月時点で休止している。他にもヤフーショッピングにも出店していたがこちらも休止状態となっている。2019年現在はAmazonにおいて一部同人作品の販売を行っている。全国に提携店がある。

## 沿革
- 2004年6月 - 設立
- 2005年8月 - 有限会社に組織変更
- 2007年11月 - 事務所及び倉庫移転
- 2009年4月 - 秋葉原店開店
- 2014年12月 - 秋葉原店閉店
- 2018年6月10日 - d-stage.comを一時休止